# CITIC Bank International
China CITIC Bank International Limited (中信銀行國際) — один из крупнейших лицензированных банков Гонконга (входит в десятку наиболее крупных финансовых учреждений города по величине активов), на 75 % принадлежит пекинской государственной группе CITIC International Financial Holdings. Основные сферы деятельности — обслуживание оптовой торговли, международный и розничный банкинг, казначейские услуги, страхование. По состоянию на 2016 год доход банка составлял 527 млн долларов США, активы — 39,16 млрд долларов США.
Штаб-квартира банка расположена в здании Hong Kong Chinese Bank Building (район Сентрал), часть офисов — в CITIC Tower (район Адмиралтейство). CITIC Bank International имеет 30 отделений в Гонконге, а также отделения в Макао, Сингапуре, Лос-Анджелесе и Нью-Йорке. Дочерний CITIC Bank International (China) имеет отделения в Шэньчжэне, Шанхае и Пекине. 

## История
В 1922 году доктор Лам Чи Фун основал в Кантоне финансовую компанию Ka Wah Ngan Ho (嘉華銀號), название которой образовалось из названий двух других компаний — Ka Nam Tong и Nam Wah Company. В 1924 году в Гонконге был основан Ka Wah Savings Bank Limited (嘉華儲蓄銀行有限公司), а компания Ka Wah Ngan Ho стала его кантонским отделением.
В 1926 году Ka Wah Savings Bank Limited был переименован в Ka Wah Bank Public Limited Company (嘉華銀行公眾有限公司). В 1931 году акционерный капитал банка был увеличен до 1 млн гонконгских долларов; в том же 1931 году было открыто отделение банка в Шанхае, однако в 1935 году из-за экономической нестабильности в материковом Китае Ka Wah Bank был вынужден закрыть свои отделения в Гуанчжоу и Шанхае. В декабре 1941 года японская армия заняла британский Гонконг, а оккупационные власти национализировали имущество всех местных коммерческих банков. В 1945 году, после освобождения Гонконга от японцев, банк возобновил свою финансовую деятельность, а в 1949 году был переименован в Ka Wah Bank Limited. В 1964 году штаб-квартира банка переехала в собственное здание в районе Сёнвань.
В 1974—1975 годах сингапурский бизнесмен Лоу Чун Сун выкупил акции американских инвесторов и стал крупнейшим акционером Ka Wah Bank. В 1980 году банк вышел на Гонконгскую фондовую биржу, его андеррайтером выступил Chase Manhattan Asia. В том же 1980 году штаб-квартира банка переехала в новое здание, рядом со старым офисом в районе Сёнвань. В середине 1980-х годов Ka Wah Bank имел 26 отделений в Гонконге, отделения в Нью-Йорке и Лос-Анджелесе, представительства в Торонто и Сямыне.
В 1986 году Ka Wah Bank попал в затруднительное финансовое положение, и китайская CITIC Group вложила в его капитал 350 млн гонконгских долларов. В 1998 году Ka Wah Bank был переименован в CITIC Ka Wah Bank Limited, а в 2002 году стал филиалом, полностью принадлежащим CITIC International Financial Holdings. В том же 2002 году CITIC Ka Wah Bank за 4,2 млрд HK$ приобрёл Hongkong Chinese Bank, основанный в 1954 году (акции банка продали структуры Lippo Group и China Resources).
В 2003 году CITIC Ka Wah Bank купил China International Finance Company Limited (Шэньчжэнь) для расширения своего бизнеса в материковом Китае. В 2004 году банк открыл отделение в Шанхае, в 2005 году — в Макао, в 2006 году — в Пекине. В 2007 году испанская банковская группа Banco Bilbao Vizcaya Argentaria приобрела 15 % акций в CITIC International Financial Holdings. В 2008 году China International Finance Company была преобразована в CITIC Ka Wah Bank (China) Limited, а CITIC International Financial Holdings стал частной компанией и перестал котироваться на Гонконгской фондовой бирже. В 2010 году CITIC Ka Wah Bank сменил название на CITIC Bank International Limited.
Также в 2010 году банк открыл отделение в Сингапуре, в 2011 году начал розничный бизнес для своих клиентов в Гонконге и материковом Китае, в 2012 году поменял логотип. В 2015 году пекинский China CITIC Bank выкупил почти 30-процентную долю Banco Bilbao Vizcaya Argentaria в компании CITIC International Financial Holdings, которая контролирует гонконгский CITIC Bank International. В 2017 году пять новых инвесторов сконцентрировали в своих руках 25 % акций CITIC Bank International.
В 2017 году CITIC Bank International участвовал в финансировании сделки по покупке китайской группой ChemChina швейцарской компании Syngenta. В Гонконге CITIC Bank International финансирует ряд благотворительных и образовательных проектов.
|                     | 2009  | 2010  | 2011  | 2012  | 2013  | 2014  | 2015  | 2016  | 2017  | 2018  |
| ------------------- | ----- | ----- | ----- | ----- | ----- | ----- | ----- | ----- | ----- | ----- |
| Выручка             | 3,194 | 3,006 | 3,419 | 3,716 | 4,747 | 6,006 | 5,831 | 6,413 | 7,873 | 8,410 |
| Чистая прибыль      | 0,953 | 1,057 | 1,410 | 1,557 | 2,135 | 2,801 | 2,168 | 2,548 | 2,808 | 3,008 |
| Активы              | 120,1 | 148,2 | 171,4 | 177,2 | 216,3 | 249,1 | 282,5 | 306,4 | 344,3 | 362,9 |
| Собственный капитал | 12,23 | 13,35 | 13,11 | 15,05 | 17,18 | 19,94 | 21,74 | 25,78 | 37,38 | 35,90 |

### Дэвид Лам
Дэвид Лам родился в Гонконге в 1923 году в семье угольного магната Лам Чи Фуна. После учёбы в США Дэвид Лам вернулся в Гонконг и стал работать в семейном Ka Wah Bank. В 1967 году вместе с семьёй Лам эмигрировал в Ванкувер, где стал крупнейшим предпринимателем в сфере недвижимости. Благодаря своей благотворительности Лам занимал должность председателя Гонконгского баптистского колледжа, в 1988—1995 годах был лейтенант-губернатором Британской Колумбии. За заслуги был награждён орденом Святого Иоанна, орденом Канады, Королевским Викторианским орденом и орденом Британской Колумбии. Умер в 2010 году.